# Бервальд, Джули

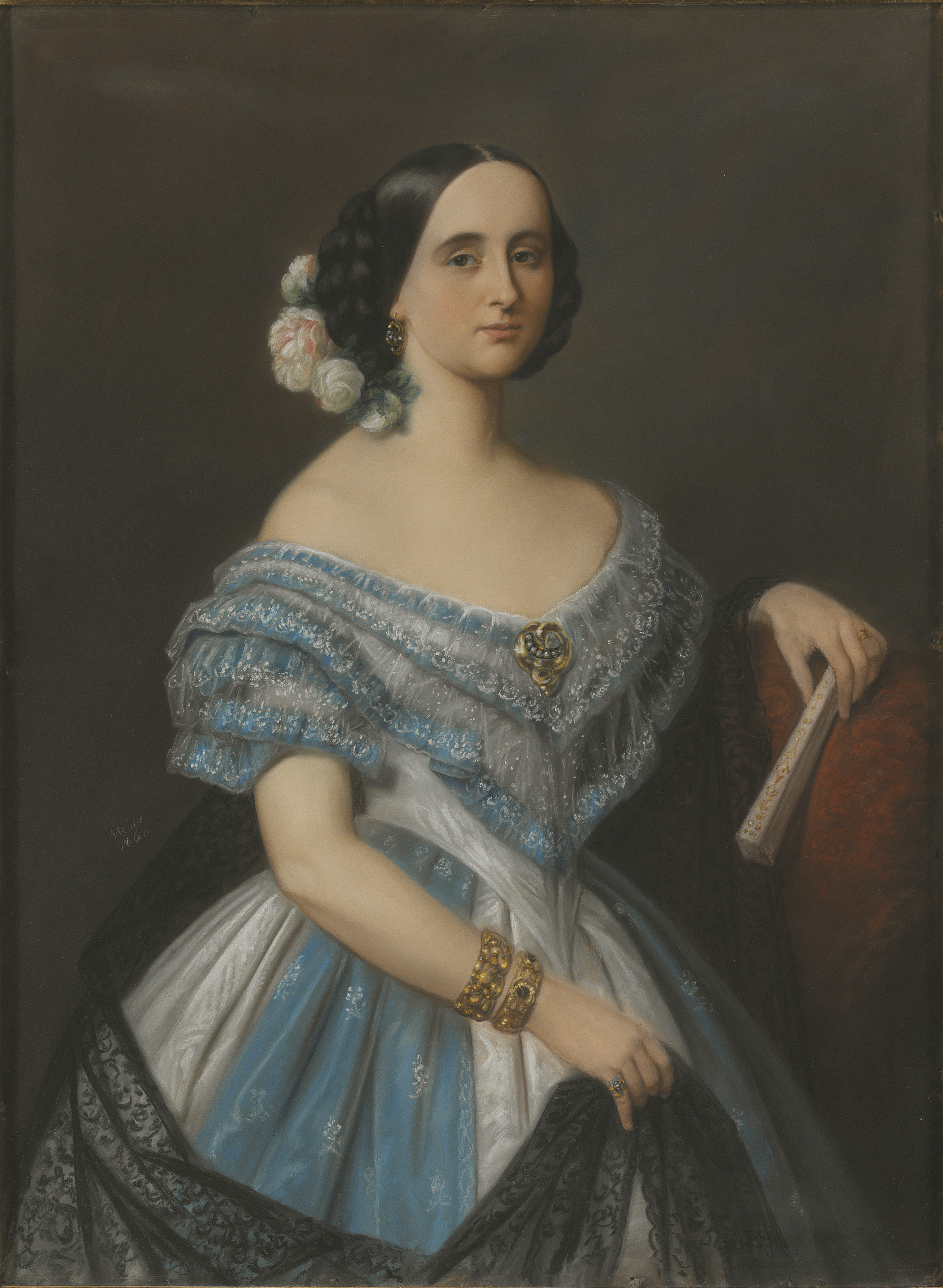
Портрет Джули Бервальд работы Марии Рёль

Джули Бервальд (швед. Julie Berwald, полное имя Julie Mathilda Berwald; 1822—1877) — шведская оперная певица (сопрано).

## Биография
Родилась 14 октября 1822 года в Стокгольме в семье музыканта Йохана Фредрика Бервальда и его жены — концертной певицы Матильды Бервальд, где росло ещё две сестры: Фредрике и Хедвиг.
Все они получила певческое образование у своей матери и образовали трио концертных певцов, выступая в Финляндии (1842 год), Копенгагене (1844 год) и Берлине (1847 год). Затем Джули самостоятельно в 1847—1852 годах работала оперной певицей в Шведской королевской опере в Стокгольме; с 1848 года — ведущая актриса (прима) театра. За годы работы в Королевской опере она стала одной из величайших оперных звезд Швеции. В 1851 году с большим успехом выступила на гастролях в Копенгагене.
Шведский журналист и писатель Нильс Арфвидссон писал об актрисе:

«Дочь одноимённого руководителя оркестра, воспитанная ещё в утробе театра, уже в довольно молодом возрасте завоевала репутацию светской певицы. В конце 1840-х годов она решила появиться на публике, став самой значимой певческой личностью.»

Во время работы певицы в Королевской опере, цены на билеты были повышены на 50 процентов, а она получала треть дохода, что было необычной привилегией. Став очень популярной во время своей короткой карьеры, в числе своих ролей играла Сюзанну в «Свадьбе Фигаро», Агатe в «Вольном стрелке», Памину в «Волшебной флейте», Алису в «Роберте-дьяволе», Адальджизу в «Норме» и Мари в «Дочери полка».
В 1852 году Джули Бервальд вышла замуж за фрайгерра Кнута Окерхильма и ушла со сцены, что было редким поступком среди оперных певиц в расцвете сил.
16 декабря 1853 года певица была избрана в Шведскую королевскую музыкальную академию в качестве члена № 337.
Умерла 1 января 1877 года.